# Tina Desai
Tina Desai, nascida Tena Babbar Desae (Bangalore, 24 de fevereiro de 1987) é uma atriz e modelo indiana. Ela iniciou sua carreira artística no filme de terror Yeh Faasley e, logo em seguida, conseguiu papel na sitcom Sahi Dhandhe Galat Bande, antes de começar a ser reconhecida internacionalmente na comédia inglesa The Best Exotic Marigold Hotel.

## Filmografia
| Ano  | Filme                                 | Papel          |
| ---- | ------------------------------------- | -------------- |
| 2011 | Yeh Faasley                           | Arunima D. Dua |
| 2011 | Sahi Dhandhe Galat Bande              | Neha Sharma    |
| 2012 | Cocktail                              | Waitress       |
| 2012 | The Best Exotic Marigold Hotel        | Sunaina        |
| 2013 | Table No.21                           | Siya Agasthi   |
| 2014 | Dussehra                              | Aditi Singh    |
| 2015 | The Second Best Exotic Marigold Hotel | Sunaina        |
| 2015 | Sense8                                | Kala           |
| 2015 | Sharafat Gayi Tel Lene                | Megha          |